# シャロン・クリーチ
シャロン・クリーチ（Sharon Creech、1945年7月29日 –  ）は、アメリカ人児童文学作家である。
1945年、アメリカオハイオ州クリーブランド生まれ。ハイラム大学、ジョージ・メイソン大学で学び、卒業後、イギリスに渡り高校の教師として働いたのち、作家となる。
1995年にニューベリー賞を、2002年カーネギー賞を受賞した。現在は夫とアメリカニュージャージー州に在住。

## 受賞歴
- ニューベリー賞　1995年 （Walk Two Moons（『めぐりめぐる月』）に対して）
- カーネギー賞　2002年 （Ruby Holler（『ルビーの谷』）に対して）

## 著書
- 1990 en:Absolutely Normal Chaos
- 1994 en:Walk Two Moons（『めぐりめぐる月』）
- 1996 Pleasing the Ghost
- 1997 en:Chasing Redbird（『赤い鳥を追って』）
- 1999 en:Bloomability
- 2001  The Wanderer
- 2000 Fishing in the Air（『父さんと釣りにいった日』）
- 2001 en:Love That Dog（『あの犬が好き』）
- 2001 A Fine, Fine School
- 2002 en:Ruby Holler（『ルビーの谷』）
- 2003 Granny Torrelli Makes Soup（『トレッリおばあちゃんのスペシャル・メニュー』）
- 2004  Heartbeat（『ハートビート』）
- 2005  Replay
- 2006 Who's That Baby
- 2007 The Castle Corona (Illustrated by  David Diaz)
- 2008 en:Hate That Cat
- 2009 The Unfinished Angel

## 日本語訳された作品
- 『めぐりめぐる月』ユースセレクション、もきかずこ訳、講談社、1996年
- 『赤い鳥を追って』ユースセレクション、もきかずこ訳、講談社、1997年
- 『父さんと釣りにいった日』長田弘訳、クリストファー・ラシュカ絵、文化出版局、2002年
- 『みんなのすきな学校』講談社の翻訳絵本、長田弘訳、ハリー・ブリス絵、講談社、2003年
- 『ルビーの谷』ハリネズミの本箱、赤尾秀子訳、早川書房、2004年
- 『めぐりめぐる月』もきかずこ訳、偕成社、2005年
- 『あの犬が好き』金原瑞人訳、偕成社、2008年
- 『ハートビート』もきかずこ訳、堀川理万子絵、偕成社、2009年
- 『トレッリおばあちゃんのスペシャル・メニュー』児童図書館・文学の部屋、せなあいこ訳、評論社、2009年